# Shashilal K. Nair
Shashilal K. Nair est un réalisateur indien.

## Filmographie
- Ek Chhotisi Love Story (2002)
- Flic de choc (One 2 Ka 4) (2001)
- Grahan (2001)
- Angaar (1992)
- Kroadh (1990)
- Falak (The Sky) (1988)
- Parivaar (1987) (Shashilal Nair)
- Karamdaata (1986) (Shashilal Nair)
- Bahu Ki Awaaz (1985)

Réalisateur assistant 
- Hotel (1981) (Shashilal)